# Мосены
Мосены — деревня в Балезинском районе Удмуртии. Входит в состав Карсовайского сельского поселения.

## География
Деревня расположена на северо-востоке республики на расстоянии примерно в 32 километрах по прямой к северу от районного центра Балезина.
Часовой пояс
Деревня Мосены как и вся Удмуртия, находится в часовой зоне МСК+1. Смещение применяемого времени относительно UTC составляет +4:00.

## Население
| 2010 | 2012 | 2014 |
| ---- | ---- | ---- |
| 41   | ↘36  | ↗53  |

Национальный состав
Согласно результатам переписи 2002 года, в национальной структуре населения русские составляли 96 % из 58 чел..